# Chad Oliver
Symmes Chadwick Oliver (* 30. März 1928 in Cincinnati, Ohio; † 10. August 1993 in Austin, Texas) war ein US-amerikanischer Science-Fiction- und Western-Schriftsteller.

## Leben
Schon als Jugendlicher interessierte sich Oliver für SF-Literatur, 1939 erschien das erste Mal ein Leserbrief von ihm in einem Fanzine. 1943 zog die Familie nach Crystal City in Texas, wo Oliver seinen High-School-Abschluss machte.
Oliver studierte seit 1946 an der University of Texas at Austin (UTA) Englisch und Anthropologie, beide Fächer schloss er 1952 mit dem Master ab. Seine Abschlussarbeit in Englisch beschäftigte sich wissenschaftlich mit Science-Fiction.
1959 wurde er an der UTA Assistenz-Professor für Anthropologie, 1968 ordentlicher Professor. Von 1967 bis 1971 und von 1980 bis 1985 war er Vorsitzender der Anthropologischen Abteilung. 1961 machte er an der UCLA seinen Doktor mit einer Arbeit über kulturelle Überlieferung und Gesellschaftsaufbau bei den Indianern der Great Plains. Neben der Indianerkultur forschte er als Mitarbeiter von Walter Goldschmidt in Kenia über die Kamba. Er erhielt mehrere Preise für seine Lehrtätigkeit. Nach seinem Tod wurde vom College of Liberal Arts der UTA das Chad Oliver Honors Program Scholarship (Chad-Oliver-Ehren-Stipendium) eingerichtet.
1948 erschien Olivers erste Science-Fiction-Kurzgeschichte, 1950 konnte er die erste Geschichte verkaufen. Sein bekanntester Roman Mists of the Dawn (dt. Menschheitsdämmerung) erschien 1952. Insgesamt schrieb er mehr als 60 SF-Kurzgeschichten, dazu einige Romane. 1958 erschien seine erste Western-Kurzgeschichte. Für seinen Western The Wolf is My Brother erhielt er 1967 den Spur Award.
Oliver war seit dem 1. November 1952 mit Betty Jane Jenkins verheiratet und hatte zwei Kinder. 
Oliver war Jazz-Pianist und begeisterter Fliegenfischer.

## Bibliografie
Romane
- Mists of Dawn (1952)
  - Deutsch: Menschheitsdämmerung. Übersetzt von Birgit Reß-Bohusch. Moewig (Terra #484), 1966. Auch als: Menschheitsdämmerung. Übersetzt von Lore Straßl. Moewig (Utopia Classics #83), 1985, ISBN 3-8118-5029-6.
- Shadows in the Sun (1954)
  - Deutsch: Die vom anderen Stern. Heyne SF&F #3090, 1967.
- The Winds of Time (1956)
  - Deutsch: Das grosse Warten. Übersetzt von Charlotte Winheller. Heyne Allgemeine Reihe #231, 1963. Auch als: Heyne SF&F #3014, 1968. Auch als: Heyne (Welten der Zukunft / Chroniken der Zukunft #6), 1963, ISBN 3-453-31152-3.
- Unearthly Neighbors (1960)
  - Deutsch: Brüder unter fremder Sonne. Übersetzt von Werner Kortwich. Heyne SF&F #3036, 1964. Auch als: Heyne SF&F #3177, 1970.
- The Shores of Another Sea (1971)
  - Deutsch: Die Affenstation. Übersetzt von Fritz Steinberg. Heyne SF&F #3340, 1973. Auch als: Nachts kamen die Fremden. Das Beste (Unterwegs in die Welt von Morgen #110), 1973, ISBN 3-87070-324-5.
- Giants in the Dust (1976)
  - Deutsch: Die neue Menschheit. Übersetzt von Lore Straßl. Moewig (Terra Taschenbuch #369), 1985, ISBN 3-8118-3409-6.

Sammlungen
- Another Kind (1955)
  - Deutsch: Menschen auf fremden Sternen. Moewig (Terra Sonderband #96), 1965. Auch als: Menschen auf fremden Sternen. Übersetzt von Michael Nagula. Moewig (Utopia Classics #87), 1986, ISBN 3-8118-5033-4. Auch als: Auf fremden Sternen. Moewig Science Fiction #3774, 1987, ISBN 3-8118-3774-5.
- The Edge of Forever: Classic Anthropological Science Fiction (1971)
- Selected Stories of Chad Oliver 1: A Star Above It and Other Stories (2003)
- Selected Stories of Chad Oliver 2: Far from This Earth and Other Stories (2003)

Caravans
- 1 Shaka! (1974)
- 2 Caravans Unlimited: Stability (1974)
- 3 The Middle Man (1974)
- 4 Caravans Unlimited: Monitor (1975)

Claude Adams
- The Last Word (1955, mit Charles Beaumont)
  - Deutsch: Das letzte Wort. Übersetzt von Charlotte Winheller. In: Anthony Boucher (Hrsg.): 20 Science Fiction-Stories. Heyne-Anthologien #2, 1963. Auch als: Das letzte Wort. Übersetzt von Heinz Nagel. In: Brian W. Aldiss, Wolfgang Jeschke (Hrsg.): Titan 22. Heyne SF&F #4118, 1984, ISBN 3-453-31078-0.
- I, Claude (1956, mit Charles Beaumont)
- To Hell with Claude (1988, mit Charles Beaumont)

Kurzgeschichten
- The Land of Lost Content (1950)
- The Blood Star (1951, mit Garvin Berry)
- The Boy Next Door (1951)
- The Reporter (1951)
- The Edge of Forever (1951)
- The Subversives (1952, auch als: Win the World)
- Lady Killer (1952)
- Blood’s a Rover (1952)
- Stardust (1952, auch als: First to the Stars)
  - Deutsch: Sternenstaub. In: Donald A. Wollheim (Hrsg.): Sternenstaub. Moewig (Terra Sonderband #56), 1962. Auch in: Ronald Hahn (Hrsg.): Piloten durch Zeit und Raum. Ensslin & Laiblin, 1983, ISBN 3-7709-0527-X.
- Final Exam (1952)
- The Fires of Forever (1952)
- Technical Advisor (1953)
- Judgment Day (1953)
- The Shore of Tomorrow (1953)
- Anachronism (1953)
- The Ant and the Eye (1953)
- Hardly Worth Mentioning (1953, auch als: If Now You Grieve a Little)
- The Life Game (1953)
  - Deutsch: Die Stadt im Eis. In: William F. Nolan (Hrsg.): Die Anderen unter uns. Heyne SF&F #3120, 1968.
- Scientific Method (1953, auch als: Hands Across Space)
  - Deutsch: Die Mißtrauischen. In: Menschen auf fremden Sternen. 1965/1986. Auch als: Das Kontaktproblem. In: Sam Moskowitz, Roger Elwood (Hrsg.): Der Robotspion. Heyne SF&F #3150, 1969.
- Let Me Live in a House (1954, auch als: A Friend to Man)
- Rite of Passage (1954)
  - Deutsch: Menschen auf fremden Sternen. In: Menschen auf fremden Sternen. 1965/1986.
- Of Course (1954)
  - Deutsch: Natürlich. In: Leon E. Stover, Harry Harrison (Hrsg.): Anthropofiction. Fischer Taschenbuch (Fischer Orbit #21), 1974, ISBN 3-436-01676-4.
- Controlled Experiment (1954)
- Transformer (1954)
  - Deutsch: Die kleinen Leute. In: Menschen auf fremden Sternen. 1965/1986.
- A Star Above It (1955)
  - Deutsch: Retter der Zukunft. In: Menschen auf fremden Sternen. 1965/1986.
- The Mother of Necessity (1955)
  - Deutsch: Das neue System. In: Menschen auf fremden Sternen. 1965/1986.
- Any More at Home Like You? (1955)
  - Deutsch: Gibt es noch mehr von Ihrer Sorte?. In: Frederik Pohl, Wolfgang Jeschke (Hrsg.): Titan 2. Heyne SF&F #3507, 1976, ISBN 3-453-30397-0.
- Field Expedient (1955)
  - Deutsch: Das Venus-Projekt. In: Science-Fiction-Stories 29. Ullstein 2000 #53 (2989), 1973, ISBN 3-548-02989-2. Auch als: Projekt Venus. In: Donald A. Wollheim (Hrsg.): Das Rätsel der Venus. Moewig (Terra Sonderband #62), 1962.
- Night (1955)
  - Deutsch: Die Nacht der Entscheidung. In: Menschen auf fremden Sternen. 1965/1986.
- Artifact (1955)
  - Deutsch: Leben auf dem Mars. In: Menschen auf fremden Sternen. 1965/1986.
- North Wind (1956)
- The Guests of Chance (1956, mit Charles Beaumont)
- Didn’t He Ramble? (1957)
- Between the Thunder and the Sun (1957)
  - Deutsch: Geplantes Risiko. In: Anthony Boucher (Hrsg.): 16 Science Fiction-Stories. Heyne-Anthologien #5, 1964.
- The Wind Blows Free (1957)
- Rewrite Man (1957)
- Pilgrimage (1958)
- The Space Horde (1958)
- Guardian Spirit (1958, auch als: The Marginal Man)
- From Little Acorns (1959)
- The One That Got Away (1959)
- Transfusion (1959)
- End of the Line (1965)
  - Deutsch: Die letzte Stadt der Erde. In: Walter Ernsting (Hrsg.): Die letzte Stadt der Erde. Heyne SF&F #3048, 1965.
- A Stick for Harry Eddington (1965)
  - Deutsch: Mit vertauschten Rollen. In: Wulf H. Bergner (Hrsg.): Grenzgänger zwischen den Welten. Heyne SF&F #3089, 1967.
- Just Like a Man (1966)
- Far From This Earth (1970)
- King of the Hill (1972)
  - Deutsch: König des Hügels. In: Martin Harry Greenberg, Isaac Asimov, Charles G. Waugh (Hrsg.): Faszination der Science Fiction. Bastei Lübbe (Bastei Lübbe Science Fiction Special #24068), 1985, ISBN 3-404-24068-5.
- Second Nature (1973)
- The Gift (1974)
  - Deutsch: Das Geschenk Hoffnung. In: Roger Elwood (Hrsg.): Reise in die Unendlichkeit. Boje Science Fiction, 1976, ISBN 3-414-13000-9.
- Community Study (1976)
- To Whom It May Concern (1981)
- Meanwhile, Back on the Reservation (1981)
  - Deutsch: Unten im Reservat. In: Hans Joachim Alpers (Hrsg.): Analog 2. Moewig Science Fiction #3559, 1982, ISBN 3-8118-3559-9.
- Ghost Town (1983)
  - Deutsch: Die Geisterstadt. In: Werner Fuchs (Hrsg.): Licht- und Schattenjahre. Knaur Science Fiction & Fantasy #5838, 1986, ISBN 3-426-05838-3.
- Take a Left at Bertram (1986)
- One Night at Medicine Trail (1988)
- Old Four-Eyes (1989)
- A Lake of Summer (1991)

Wissenschaftliche Werke
- They Builded a Tower (1952, Master-Abschlussarbeit in Anglistik über Science-Fiction)
- Ecology and Cultural Continuity As Factors in the Social Organization of the Plains Indians (1961, Doktorarbeit in Anthropologie über die Steppenindianer)
- Two Horizons of Man: Parallels and Interconnections Between Anthropology and Science Fiction (1974, später gedruckter Symposiums-Vortrag)
- The Kamba of Kenya (1980)
- The Discovery of Humanity: An Introduction to Anthropology (1981, anthropologisches Lehrbuch)